# Maturín
Maturín è una città nella parte orientale del Venezuela, capitale dello stato di Monagas. La sua popolazione è di 447 283 abitanti. È considerata la capitale petrolifera del Venezuela orientale; è una città di ampi viali, spazi verdi e strutture moderne, oltre a godere di un'eccezionale pulizia negli spazi pubblici.

## Storia
Maturín fu fondata nel 1760 da Lucas de Zaragoza. Il nome iniziale era San Judas Tadeo de Maturín, in cui il termine Maturín deriva dal nome del capo indigeno che abitava nel luogo.
Maturín è sede di una diocesi cattolica dal 1958.

## Monumenti e luoghi d'interesse
- La "Piazza Bolívar” è la più antica e importante di Maturín.
- Il "Palazzo del Governo”.
- La "Chiesa di San Simón” è la chiesa cattolica più antica di Maturín. Fu costruita tra il 1884 ed il 1887.
- La "Cattedrale di Nuestra Señora del Carmen”.

### Parchi
- Il giardino zoologico della Guaricha.
- Il parco Menca de Leoni.

## Società

### Musei, teatri e gallerie d'arte
- “Il Museo D'Arte Contemporanea Mateo Manaure” e un anfiteatro.
- “La casa della Cultura”.
- “La Galleria d'Arte del CONAC”.
- “Il Museo della Radio”.

### Salute
L'Ospedale pubblico principale di Maturín è il Manuel Núñez Tovar. Altri ospedali pubblici sono il José Antonio Serres e il José María Vargas. Gli ospedali privati sono l'Ospedale Metropolitano, la Clinica El Divino Niño, la Clinica Santa Sofía, il Centro Médico, il Centro de Especialidades Médicas e la Policlinica Maturín. La città dispone inoltre di un ospedale psichiatrico e di un centro per gli anziani.

## Cultura

### Istruzione
La scuola secondaria più antica e importante di Maturín è la "Miguel José Sanz", la sede attuale fu costruita nel 1951. Altre scuole celebri sono la "Francisco Isnardi" (fondato nel 1959) e la scuola "Repubblica dell'Uruguay".

#### Università e istituti universitari
A Maturín si trovano alcune università pubbliche:
- Universidad de Oriente (UDO-Monagas).
- Universidad Pedagógica Experimental Libertador (UPEL).
- Universidad Nacional Abierta (UNA).
- Universidad Bolivariana de Venezuela (UBV).
- Universidad Nacional Experimental Simón Rodríguez (UNESR).

La città ha anche queste Università private:
- Universidad Gran Mariscal de Ayacucho (UGMA).
- Universidad Cecilio Acosta (UNICA).
- Universidad de Margarita (UNIMAR).
- Universidad Santa María (USM).

E i seguenti istituti universitari privati:
- Instituto Universitario Politécnico Santiago Mariño (IUPSM).
- Instituto Universitario de Tecnología Industrial Rodolfo Loreto Arismendi (IUTIRLA).
- Instituto Universitario de Tecnología Venezuela (IUTV).

### Media
Nella città hanno sede alcune stazioni di radio e televisioni fra le quali: TVO, Monagas TV e ORIVISION.

## Infrastrutture e trasporti
Maturín si è dotata dell'Aeroporto Internazionale José Tadeo Monagas.

## Amministrazione

### Sindaci
- María Elena de Cañizales (1990-1992) (Azione Democratica)
- José Enrique López Tablero (1993-1995) (COPEI, MAS)
- Domingo Urbina Simoza (1996-2000),(2000-2004) (Azione Democratica)
- Numa Rojas (2004-2008) (Movimento Quinta Repubblica)
- José Maicavares (2008- ) (Partito Socialista Unito del Venezuela)

## Sport
- Monagas Sport Club è un club di calcio.
- Gatos di Monagas è un club di pallacanestro.